# Гончар, Иван Архипович
Иван Архипович Гончар (22 сентября 1926 — 22 сентября 1994) — передовик советского сельского хозяйства, свинарь колхоза имени Мичурина Павлоградского района Днепропетровской области. Герой Социалистического Труда (1966).

## Биография
Иван Архипович родился 22 сентября 1926 года в селе Знаменовка, ныне Новомосковского района Днепропетровской области в украинской крестьянской семье. 
С 1941 по 1943 годы находился на оккупированной немецко-фашистскими войсками территории. В сентябре 1943 года, после освобождения Днепропетровщины, в возрасте семнадцати лет был призван в ряды Красной армии. Участник освободительных операций в правобережной Украине, а также в странах Европы. Воевал помощником наводчика станкового пулемёта 2-й пулемётной роты 619-го стрелкового полка 203-й стрелковой дивизии. Отличился подвигом в боях за город Кендереш (Венгрия), где оперативно принял решение заменить раненного наводчика, тем самым отразил атаку врага. Получил ранение 16 февраля 1944 года. По представлению командиров был награждён медалью «За отвагу».
Уволившись с военной службы возвратился в родные места. Стал трудиться свинарем на свинооткормочном комплексе колхоза имени Мичурина Павлоградского района. Из год в год совершенствовал своё мастерство животновода. Добился высоких производственных результатов в работе. Особенно успешным были результаты седьмой пятилетки.   
Указом Президиума Верховного Совета СССР от 22 марта 1966 года за достигнутые успехи в развитии животноводства, увеличении производства мяса, молока, яиц, шерсти и другой продукции Ивану Архиповичу Гончару присвоено звание Героя Социалистического Труда с вручением ордена Ленина и золотой медали «Серп и Молот».
Продолжал работать на свиноводческой ферме в колхозе до выхода на заслуженный отдых. 
Проживал в селе Карабиновка Павлоградского района. Умер 22 сентября 1994 года. Похоронен на сельском кладбище. 

## Награды
За трудовые и боевые успехи удостоен:
- золотая звезда «Серп и Молот» (22.03.1966)
- орден Ленина (22.03.1966)
- Орден Отечественной войны I степени (11.03.1985)
- медаль «За отвагу» (06.11.1944)
- другие медали.